# Lotnisko Białystok-Krywlany
Lotnisko Białystok-Krywlany (kod ICAO: EPBK) – niekontrolowane lotnisko o ograniczonej certyfikacji z asfaltobetonową drogą startową. Położone jest w południowo-wschodniej części Białegostoku - Krywlanach, oddalonych od centrum miasta o około 5 km. Od 21 maja 2020 roku lotnisko jest certyfikowane do lotów komercyjnych. Nie posiada terminalu.

## Opis lotniska
Lotnisko otoczone jest Lasem Solnickim, którego fragment stanowi naturalną przeszkodę lotniczą. Przyznana certyfikacja (kod referencyjny lotniska - 2B), pozwala na lądowanie i startowanie samolotów do 30 osób.
Obecnie lotnisko wykorzystywane jest przede wszystkim przez Aeroklub Białostocki oraz Podlaski Oddział Straży Granicznej. Niedaleko budynku aeroklubu stacjonuje zespół HEMS Ratownik 1 Lotniczego Pogotowia Ratunkowego.
Lotnisko dysponuje dwiema drogami startowymi na kierunku:
- 09L/27R trawa (840 × 160 m),
- 09R/27L asfaltobeton (1350 × 30 m).

## Historia
W latach 20. XX wieku Komitet Wojewódzki i Powiatowy Ligi Obrony Powietrznej i Przeciwgazowej wykupił grunty wsi Krywlany pod budowę lotniska. W 1935 roku wybudowano pierwszy hangar i budynki zaplecza. Budowa pasa startowego rozpoczęła się przed wybuchem II wojny światowej, ale została zakończona przez sowietów pod koniec 1939 roku. Po przejęciu lotniska przez wojska niemieckie w czerwcu 1941 wybudowano koszary, hangary i budynki zaplecza. Zmodernizowano i wydłużono do 1220 metrów betonowy pas startowy. W czasie wycofywania się wojsk niemieckich w lipcu 1944 roku lotnisko zostało zniszczone wskutek bombardownia lotniczego. Po zajęciu Białegostoku przez Armię Czerwoną, bazę miały tu sowieckie jednostki lotnicze, a lotnisko przygotowano ponownie do funkcjonowania.
Po II wojnie światowej utworzono Białostocki Oddział Polskich Linii Lotniczych LOT. 30 kwietnia 1945 roku uruchomiono loty rejsowe do Warszawy, jednak szybko zostały wstrzymane.
28 maja 2012 podano w prasie, że magistrat wydał decyzję środowiskową dla przedsięwzięcia, które aeroklub planował od dawna. Na Krywlanach zbudowany zostanie pas startowy o długości 1300 metrów i szerokości 30 metrów z pętlami nawrotowymi, jak również 600-metrowa droga kołowania, szeroka na 10,5 metra. Będą tu startować i lądować małe samoloty. Lotnisko przejdzie znaczącą modernizację. Powstaną m.in. dwa hangary lotnicze i ogrodzenie. Co ważne – zbudowana zostanie nowa stacja paliw, która będzie służyć nie tylko aeroklubowi, ale też przyjezdnym.
Na początku 2015 roku prezydent miasta Białystok oraz władze Aeroklubu Polskie podpisali list intencyjny, który rozpoczął proces przekształcania lotniska do użytku publicznego. Lotnisko w Białymstoku ma pozwalać na lądowanie samolotów pasażerskich do 50 osób. Przeprowadzane inwestycje mają dotyczyć poprawy infrastruktury technicznej, takie jak utwardzenie nawierzchni wzlotów.
Budowa pasa startowego rozpoczęła się w grudniu 2017 roku. Została zakończona we wrześniu 2018 roku.

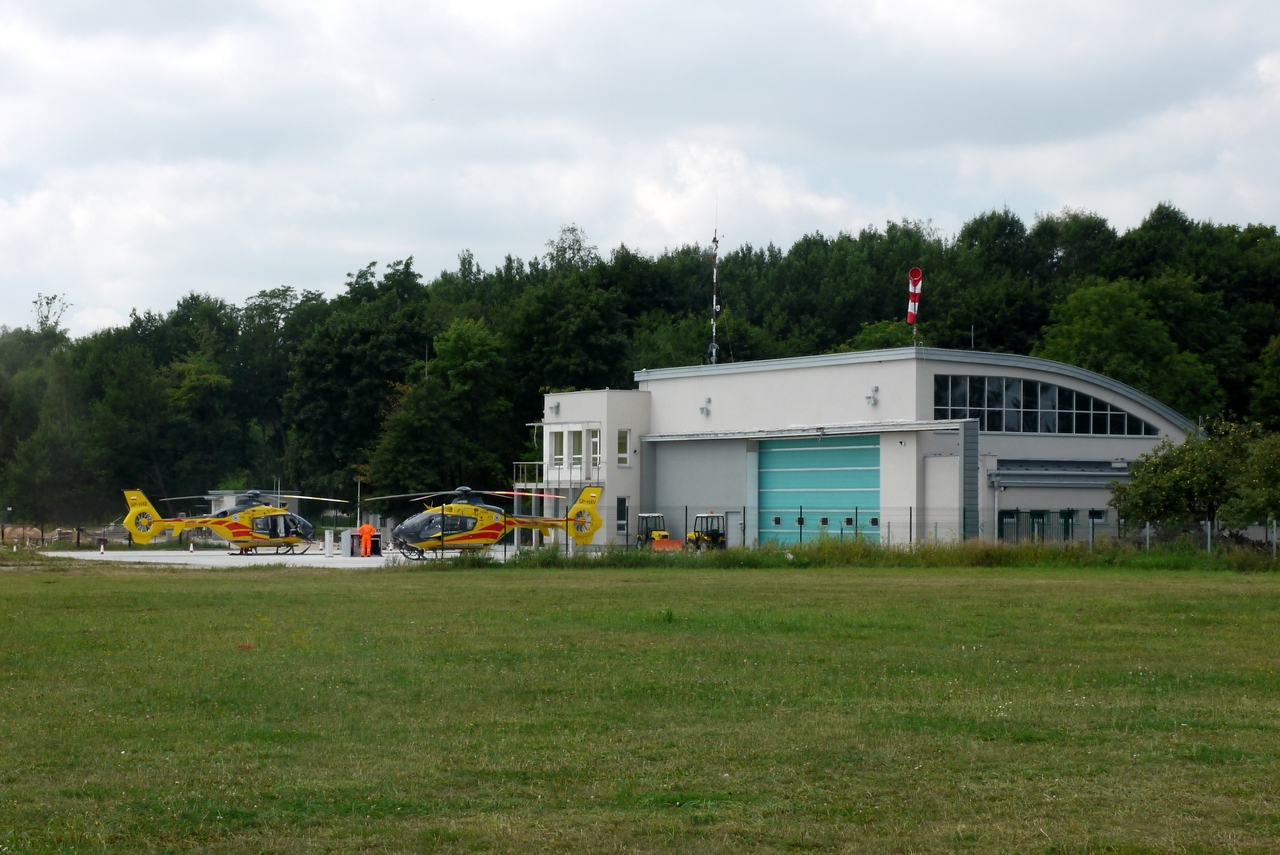
Siedziba Lotniczego Pogotowia Ratunkowego.
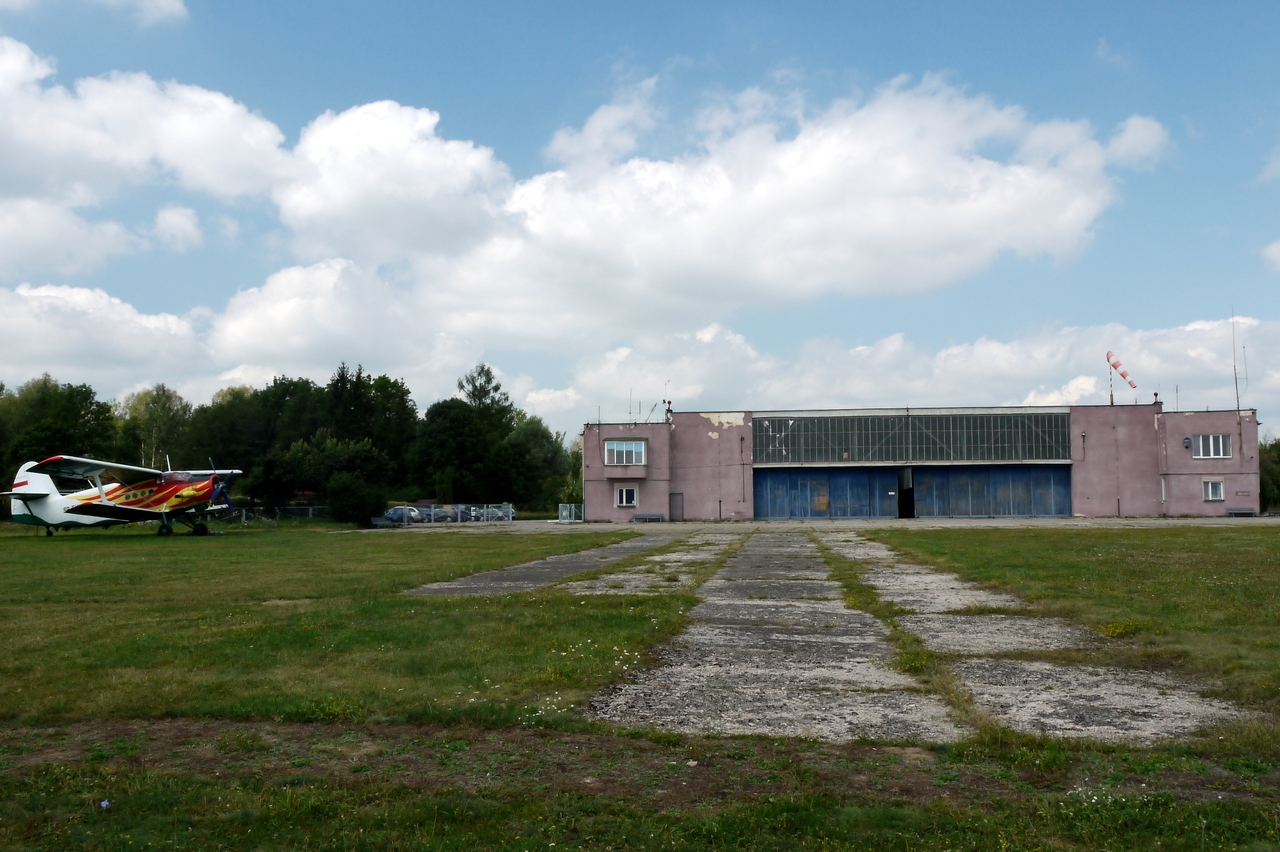
Nowy hangar.
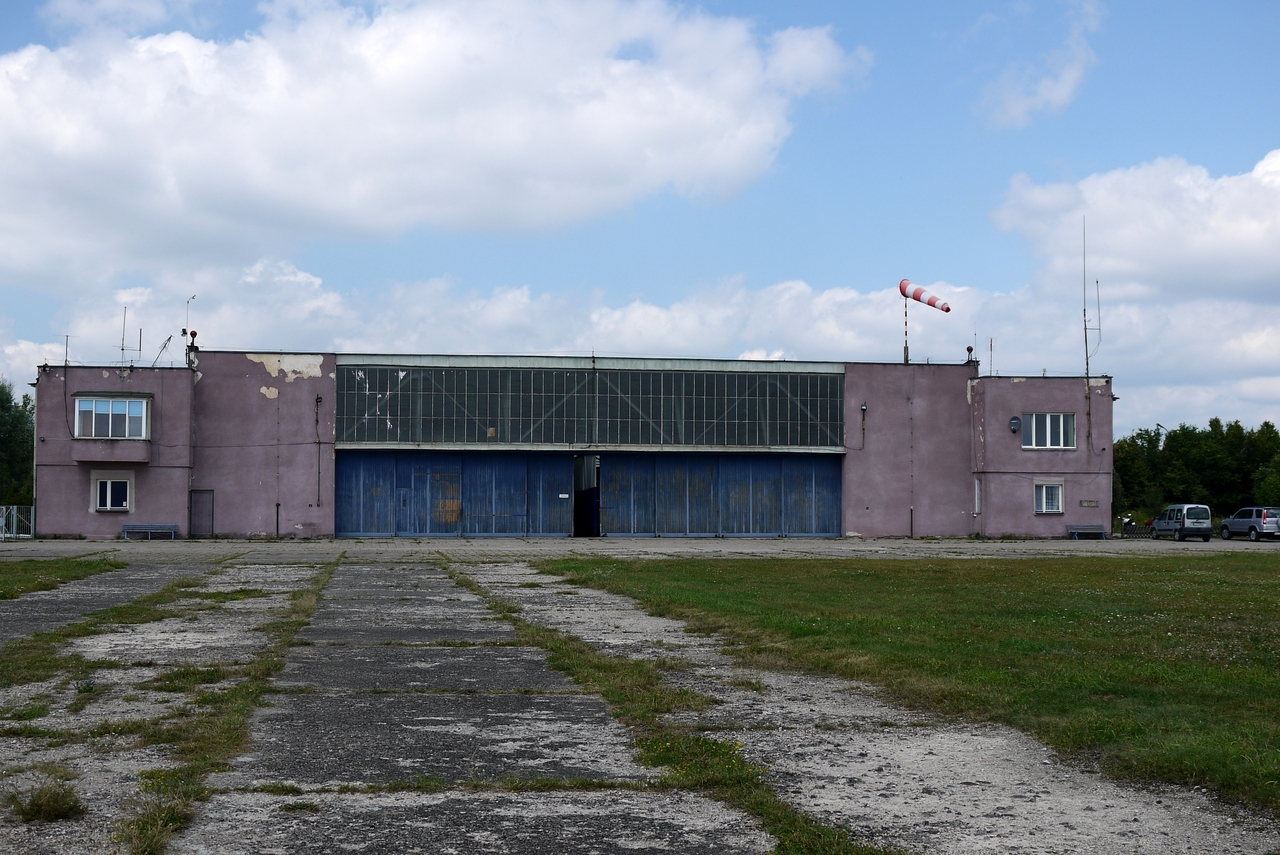
Nowy hangar.
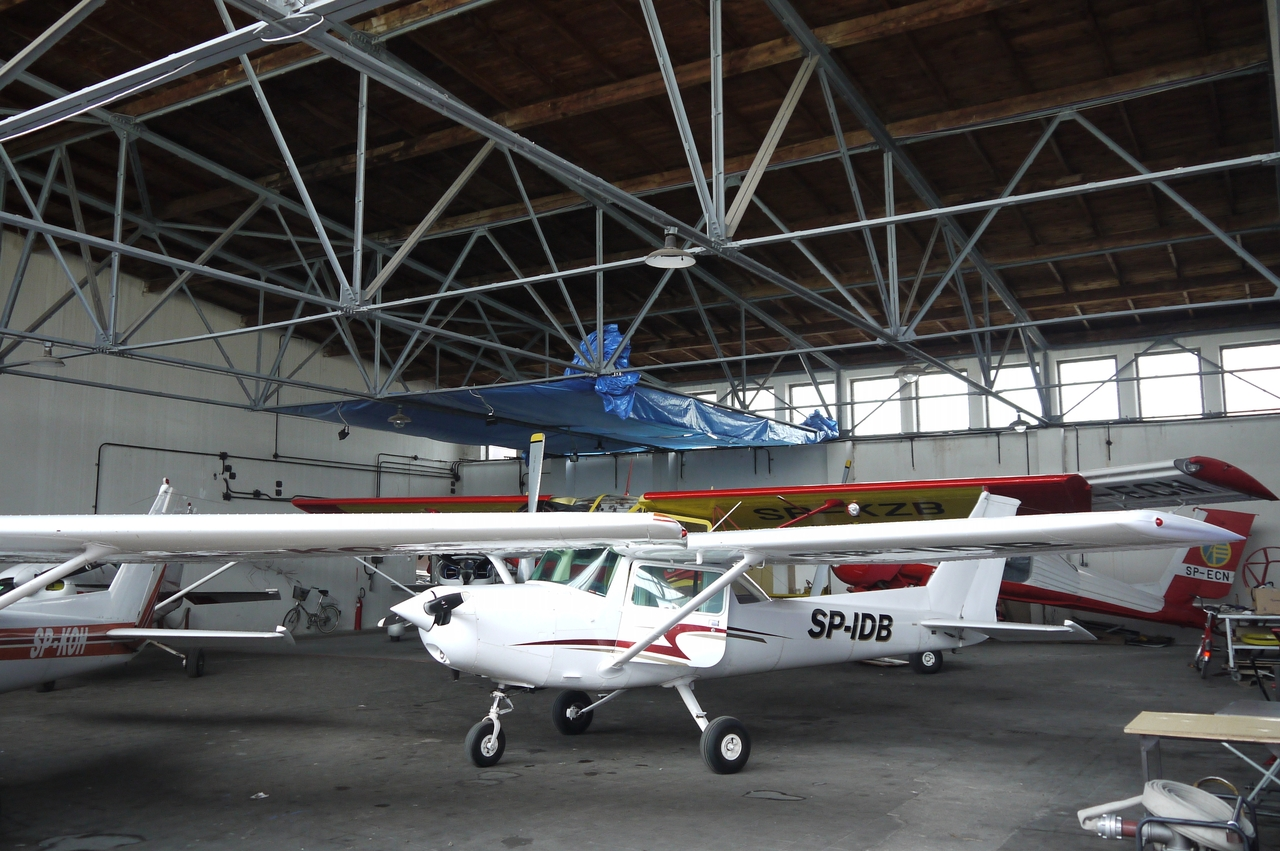
Wnętrze nowego hangaru.
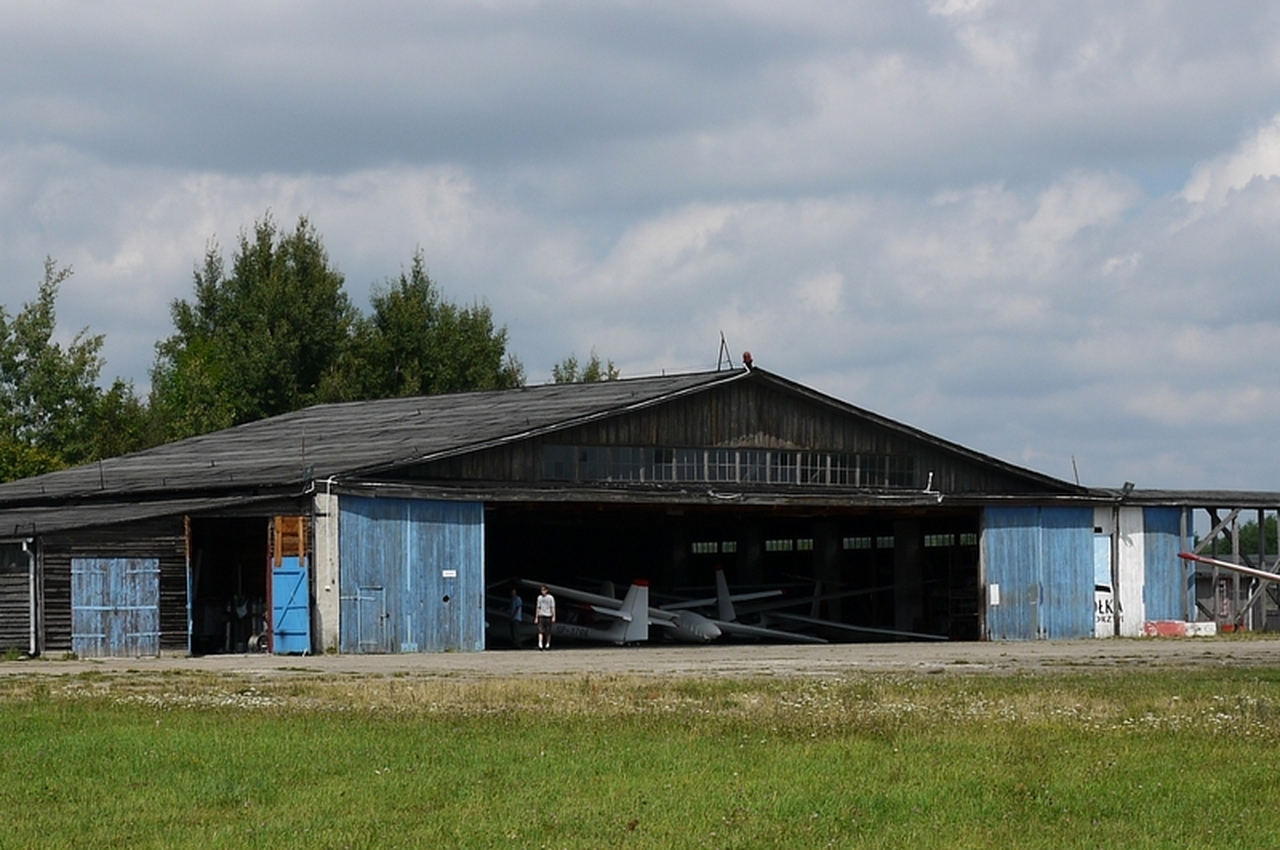
Stary hangar, obecnie zajmowany przez szybowce.
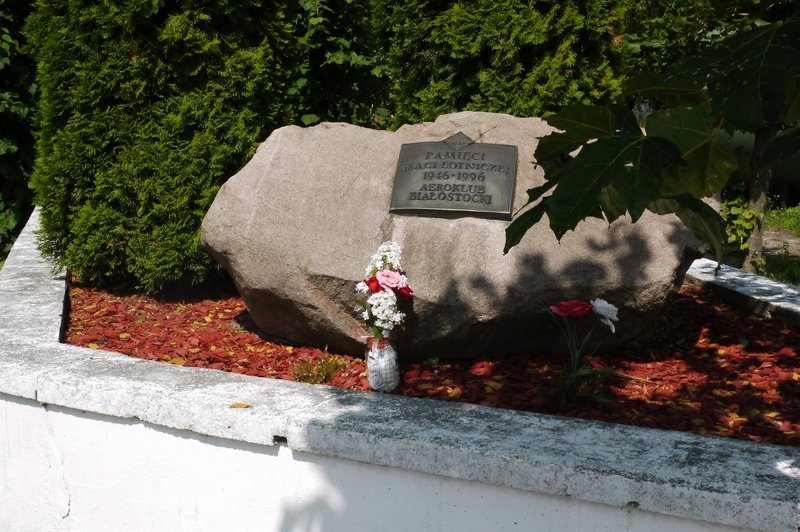
Pomnik braciom lotnikom 1946-1996.
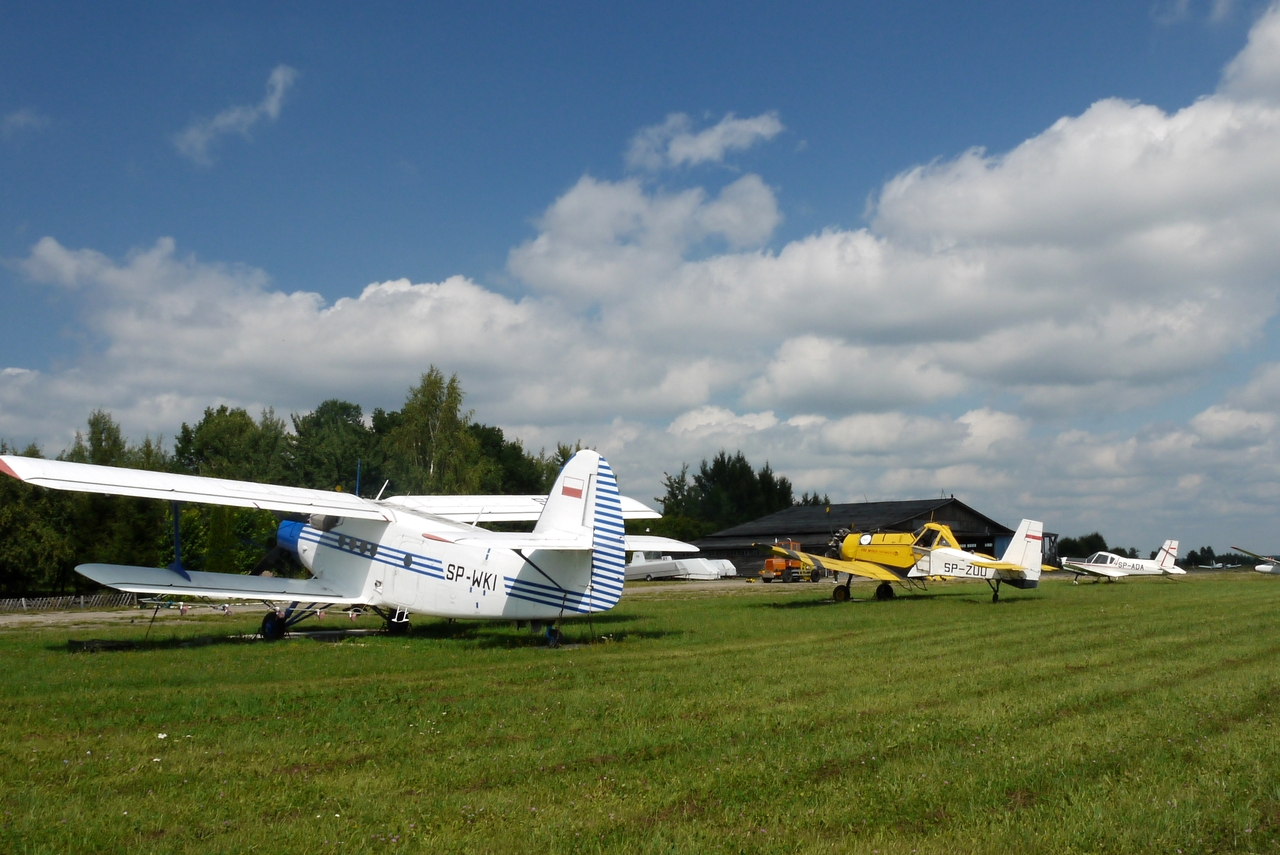
AN-2 i Wilga.
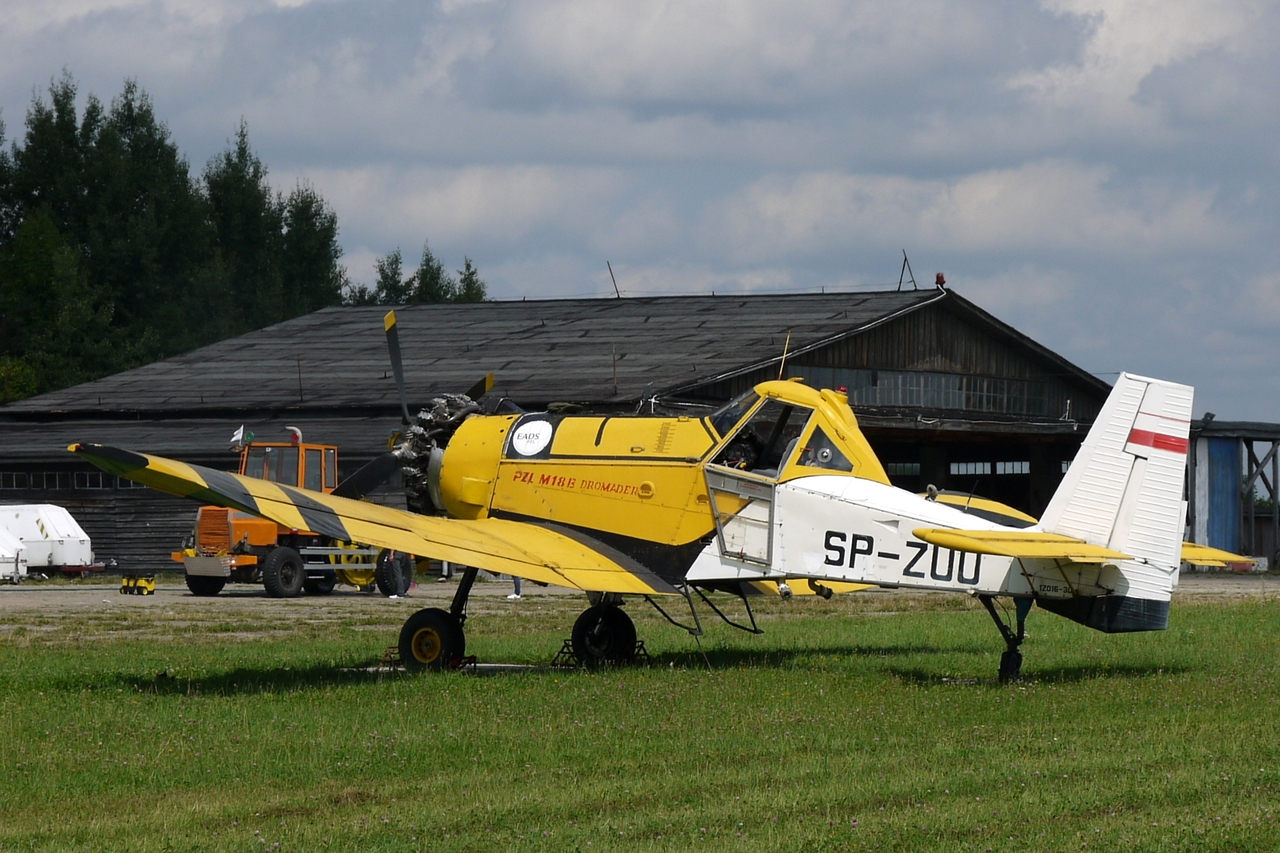
Dromader.
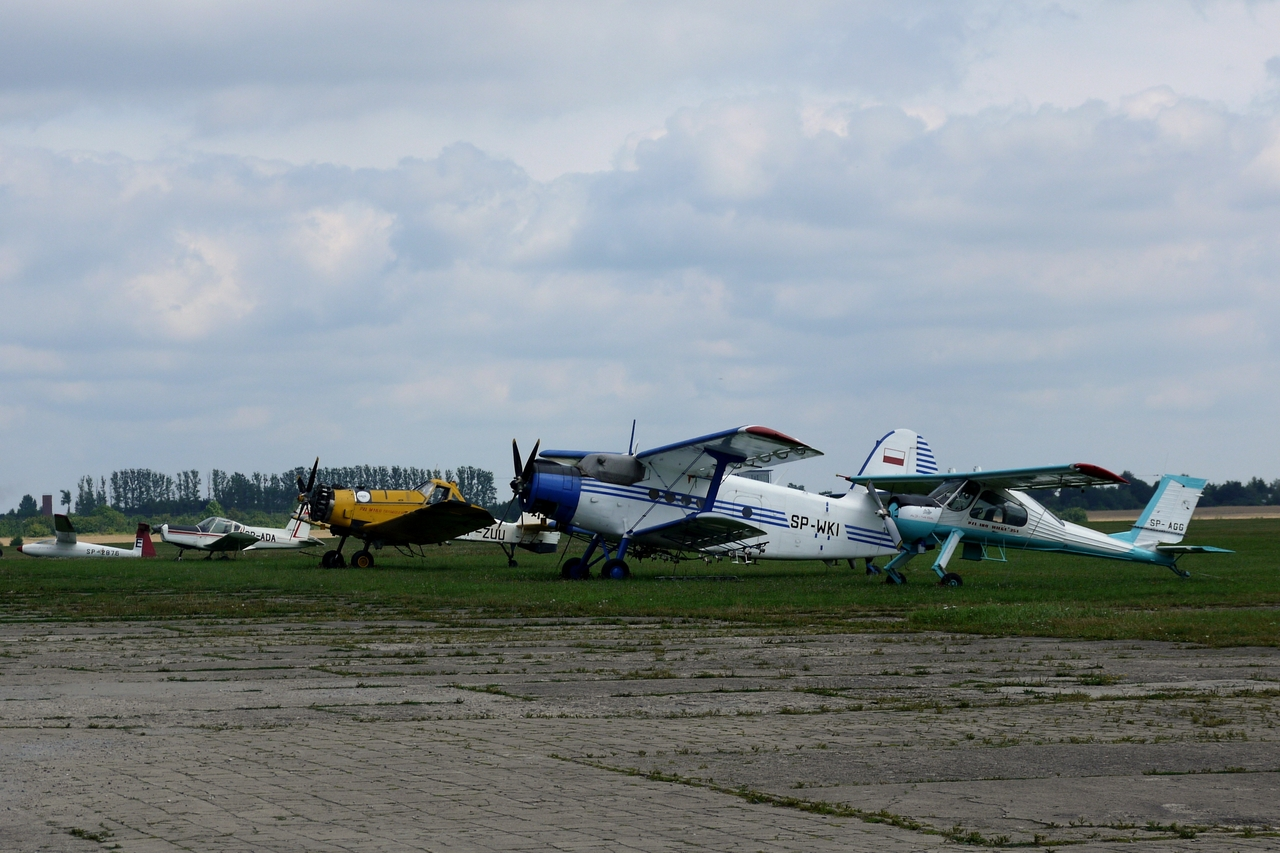
Flota.
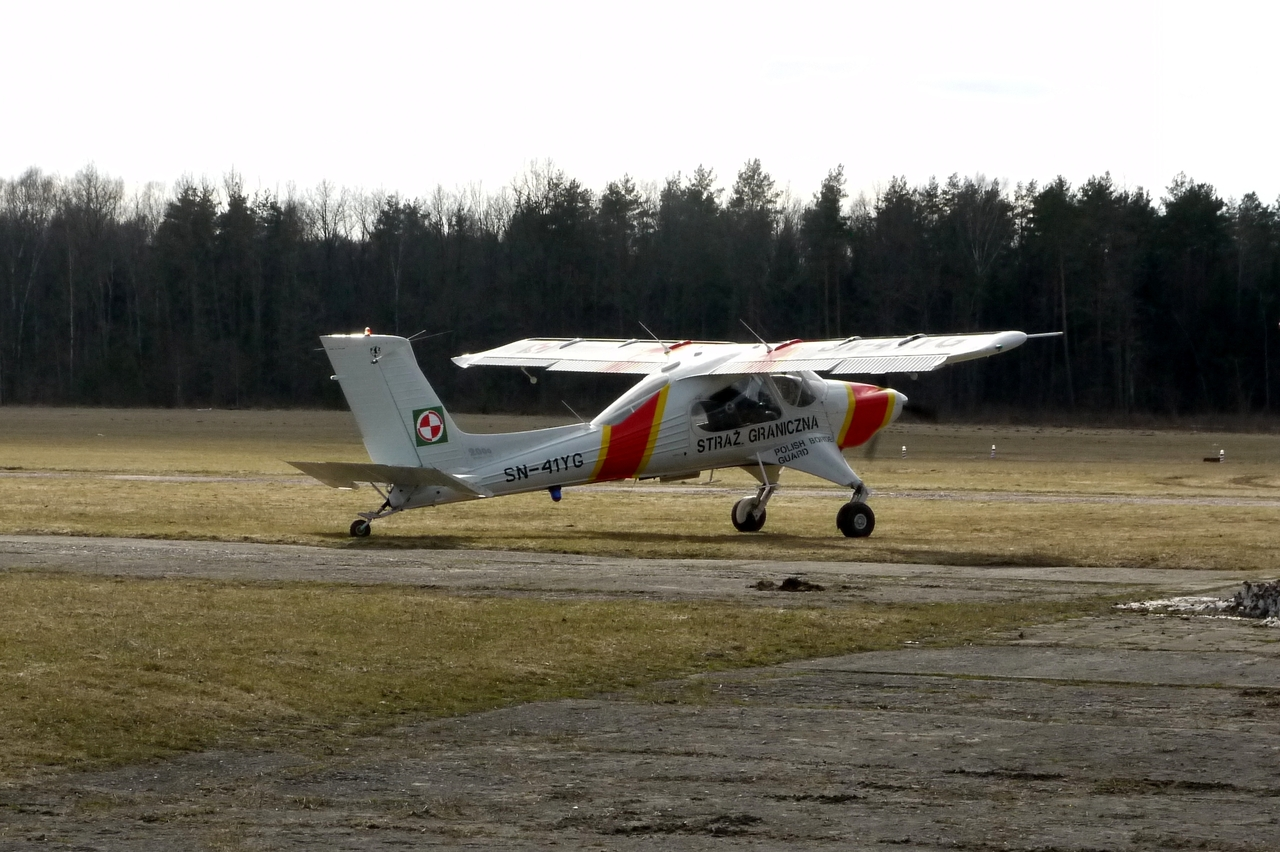
Samolot straży granicznej powracający z patrolu.